# جان ماري ميشيل
جان ماري ميشيل (بالفرنسية: Jean-Marie Michel)‏ ولد بتاريخ 28 أبريل 1955 في فرنسا، هو دراج فرنسي سابق.

## روابط خارجية
- جان ماري ميشيل على موقع أرشيف الدراجات (الإنجليزية)
- جان ماري ميشيل على موقع إحصائيات الدراجات الإحترافية (الإنجليزية)